# Kravčukove matrike
Kravčukove matrike so v matematiki kvadratne matrike, katerih elementi so vrednosti Kravčukovih polinomov v nenegativnih celih točkah.  Imenujejo se po ukrajinskem matematiku Mihajlu Pilipoviču Kravčuku (1892–1942).
Kravčukova matrika {\displaystyle K^{(n)}\!\,} je reda {\displaystyle (n+1)(n+1)\!\,}. Vrednosti elementov Kravčukove matrike so enake:
{\displaystyle K_{ij}^{(n)}=\sum _{k=0}^{n}(-1)^{k}{\binom {j}{k}}{\binom {n-j}{i-k}}\!\,.}
Za nekaj prvih vrednosti n so matrike enake: 
{\displaystyle K^{(0)}={\begin{bmatrix}1\end{bmatrix}},\qquad K^{(1)}=\left[{\begin{array}{rr}1&1\\1&-1\end{array}}\right],\qquad K^{(2)}=\left[{\begin{array}{rrr}1&1&1\\2&0&-2\\1&-1&1\end{array}}\right],}
{\displaystyle K^{(3)}=\left[{\begin{array}{rrrr}1&1&1&1\\3&1&-1&-3\\3&-1&-1&3\\1&-1&1&-1\end{array}}\right],\qquad K^{(4)}=\left[{\begin{array}{rrrrr}1&1&1&1&1\\4&2&0&-2&-4\\6&0&-2&0&6\\4&-2&0&2&-4\\1&-1&1&-1&1\end{array}}\right],}
{\displaystyle K^{(5)}=\left[{\begin{array}{rrrrrr}1&1&1&1&1&1\\5&3&1&-1&-3&-5\\10&2&-2&-2&2&10\\10&-2&-2&2&2&-10\\5&-3&1&1&-3&5\\1&-1&1&-1&1&-1\end{array}}\right],}
{\displaystyle K^{(6)}=\left[{\begin{array}{rrrrrrr}1&1&1&1&1&1&1\\6&4&2&0&-2&-4&-6\\15&5&-1&-3&-1&5&15\\20&0&-4&0&4&0&-20\\15&-5&-1&3&-1&-5&15\\6&-4&2&0&-2&4&-6\\1&-1&1&-1&1&-1&1\end{array}}\right].\!\,}

## Definicija
V splošnem so za pozitivno celo število {\displaystyle n\!\,} elementi {\displaystyle K_{ij}^{(n)}\!\,} podani z generatriso:
{\displaystyle (1+v)^{n-j}\,(1-v)^{j}=\sum _{i=0}^{n}v^{i}K_{ij}^{(n)}\!\,,}
kjer vrstični in stolpčni indeks {\displaystyle i\!\,} in {\displaystyle j\!\,} tečeta od {\displaystyle 0\!\,} do {\displaystyle n\!\,}. Vrstice določajo Kravčukove polinome. Za določen {\displaystyle n\!\,} ima {\displaystyle i\!\,}-ti Kravčukov polinom vrednost iz {\displaystyle t\!\,}-te vrstice:
{\displaystyle K_{ij}^{(n)}=\kappa _{i}(j,n)\!\,.}
Vrednosti Kravčukove matrike se lahko izračuna tudi z rekurenčno relacijo. Stolpce Kravčukove matrike se ima lahko za posplošene binomske koeficiente. Če se zapolni zgornjo vrstico z enicami in skrajni desni stolpec z izmeničnimi binomskimi koeficienti, so drugi vnosi podani z vsoto sosednjih vnosov na vrhu, zgoraj desno in desno.

## Značilnosti in uporaba
Kračukovi polinomi so pravokotni glede na simetrične binomske porazdelitve {\displaystyle p=1/2\!\,}.
Kot preslikava (transformacija) je Kravčukova matrika involucija do skaliranja. Pri tem je kvadrat Kravčukove matrike sorazmeren z identično matriko:
{\displaystyle \left[K_{ij}^{(n)}\right]^{2}=2^{n}I\!\,.}
Kravčukove matrike imajo raztstavitev LDU, ki vključuje trikotniške Pascalove matrike in diagonalno matriko potenc števila 2.
Lastne vrednosti Kravčukovih matrik so {\displaystyle \pm {\sqrt {2^{n}}}\!\,}, determinanta pa je {\displaystyle (-2)^{n(n+1)/2}\!\,}.
Kravčukove matrike se med drugim rabijo pri raziskovanju kvantnega računalništva.